# Tilbrook Motorcycles
Tilbrook Motorcycles war ein australischer Hersteller von Motorrädern.

## Unternehmensgeschichte
Rex Tilbrook gründete 1950 das Unternehmen in Adelaide und begann mit der Produktion von Motorrädern. Der Markenname lautete Tilbrook. 1953 endete die Produktion. Außerdem stellte er 1953 ein Automobil her, das er auf der Adelaide Show präsentierte und auch verkaufte.

## Fahrzeuge

### Motorräder
Im Angebot standen Motorräder mit Einbaumotoren von Villiers Ltd. Es gab kleinere Motoren mit 123 cm³ Hubraum und größere Motoren mit 198 cm³ Hubraum. Die kleineren wurden auch bei Rennen eingesetzt.

### Automobile
Das einzige Fahrzeug war ein Dreirad. Die Basis bildete ein Rohrrahmen. Darauf wurde eine Karosserie aus Aluminium montiert. Ein Villiers-Zweitaktmotor mit 197 cm³ Hubraum war im Heck montiert und trieb das Fahrzeug an. Das Getriebe hatte vier Gänge.